# Helcar
Helcar o Helkar («Frío como el hielo» en quenya) es una localización ficticia creada por el escritor británico J. R. R. Tolkien en su universo imaginario de Arda, donde se desarrolla la historia de El Silmarillion. También llamado mar de Helcar y mar interior de Helcar, se trata de un antiguo mar interior de forma aproximadamente elíptica en el noreste de la Tierra Media, que se situaba a los pies de las raíces montañosas de Illuin, una de las lámparas de los Valar, hasta que fue derribada por Melkor, concluyendo así las Edades de las Lámparas. 

## Etimología y significado del nombre
Helca significa frío, helado, y Helcar (Helca-r) hace alusión a un mar frío.

## Situación y geografía ficticia
Los únicos mapas de Tolkien que muestran Helcar son los más antiguos, y tienden a situarlo más bien hacia el centro de la Tierra Media que al norte. Sin embargo, el texto del «Quenta Silmarillion» dice que «...ese mar se encontraba donde habían estado las raíces de la montaña de Illuin antes de que Melkor la derribara», y que Illuin había sido levantada «...cerca del norte de la Tierra Media», por lo que las ideas de Tolkien sobre la posición de Helcar parecen haber cambiado a lo largo del tiempo.
El único mapa de Tolkien («Ambarkanta V»)que muestra Helcar en detalle corresponde a las Edades de los Árboles y ha sido publicado en La formación de la Tierra Media. En él se aprecia la forma elíptica de Helcar, así como la posición relativa de Cuiviénen y las Orocarni o «Montañas Rojas» al este y las Ered Luin o «Montañas Azules» al oeste de él. Según las mediciones de Karen Wynn Fonstad sobre este mapa, el mar de Helcar original habría tenido una superficie de 1.025.000 mi² (unos 2,65 millones de kilómetros cuadrados, poco más de la superficie real del mar Mediterráneo o el Caribe).
Los mapas dibujados por Tolkien para la Primera y Segunda Edades del Sol son parciales, y en ellos no aparece Helcar. Sin embargo, los mapas más conocidos de la Tierra Media durante la Tercera Edad, publicados con El Señor de los Anillos, abarcan una mayor superficie, pero tampoco muestran Helcar. Estudiosos posteriores han pretendido explicar esta aparente incongruencia del autor de diversas maneras.
En el Atlas de la Tierra Media, Fonstad afirma que Helcar desapareció al final de la Primera Edad, con la Guerra de la Cólera, que también sumergió la mayor parte de Beleriand. En ese momento convulso, el mar interior de Helcar se habría unido al Gran Golfo del Belegaer formando la bahía de Belfalas. Posteriormente (Fonstad no precisa en qué momento) se alzaron desde el mar en el mismo emplazamiento las tierras altas de Mordor, rodeadas de las Ered Lithui y las Ephel Dúath, reduciendo el tamaño de la bahía de Belfalas y dejando como relicto los relativamente pequeños mares interiores de Núrnen y Rhûn.
Otra hipótesis, avanzada por Christopher Tolkien y defendida por Didier Willis, identificaría el mar de Helkar de las Edades de los Árboles con el mar de Rhûn de los mapas de la Tercera Edad, no como relicto si no como su totalidad. Para aceptar esta hipótesis es necesario descartar el mapa «Ambarkanta V», como uno de los muchos pentimenti de Tolkien en el proceso de elaboración de su legendarium, y basarse en escritos posteriores:
- una nota sobre Círdan escrita en 1972: «Antes incluso de que llegaran a Beleriand los Teleri habían desarrollado el arte de la construcción de barcas [...] sobre todo durante la larga demora junto a las orillas del "Mar de Rhûn", de embarcaciones más grandes y fuertes...»;[10] si los Teleri aprendieron a navegar en el mar de Rhûn, debemos identificar éste con el de Helcar, donde despertaron los Elfos y donde se retrasaron una parte de ellos, los Teleri;[9]
- una alusión tangencial en El Señor de los Anillos: «Vorondil padre de Mardil cazaba las vacas salvajes de Araw en las lejanas tierras de Rhûn...»,[11] o más directa en sus Apéndices: «Las blancas vacas salvajes que todavía se encontraban cerca del Mar de Rhûn, según se decía, descendían de las Vacas de Araw el cazador, único de los Valar que visitaba a menudo la Tierra Media en los Días Antiguos»;[12] sabiendo que Araw es otro nombre de Oromë, el vala cazador, es posible relacionar esta alusión a sus cacerías con el episodio de su descubrimiento de los Elfos recién despertados en Cuiviénen, lo que vuelve a identificar, aunque sea muy indirectamente, Helcar y Rhûn.[9]

Aceptar esta suposición implicaría, además, que el tamaño de este mar interior sería notablemente más pequeño que el propuesto por Fonstad: 17.898 mi², medidas por la propia Fonstad para el mar de Rhûn (unos 46.000 kilómetros cuadrados, dos tercios de la superficie real del lago Victoria).

## Relevancia en la historia ficticia
Cuiviénen, el lugar en el que despertaron los Elfos era una pequeña bahía de la costa este de Helcar. Muchas corrientes afluían desde las alturas de las Orocarni, más al este aún, hacia Helcar y su bahía, por lo que el ruido de las aguas fluyendo fue lo primero que oyeron los Elfos. Cuando Oromë montado sobre su caballo Nahar recorría las costas de Helcar oyó cantar a los Elfos; y así descubrió que ya habían despertado sobre la Tierra Media, y los guio rodeando Helcar por el norte hacia el oeste, hacia las Tierras Bendecidas.

## Creación y evolución
En los primeros escritos de Tolkien sobre la mitología de Arda, Melko empezó por colaborar con el resto de los Valar en la construcción del mundo, aunque encubriendo aviesas intenciones. En estos primeros escritos, el pilar de la lámpara septentrional se llamaba «Ringil», y «Helkar» era el de la lámpara meridional. Más adelante, en el escrito denominado «Ambarkanta», Tolkien aplicó esos nombres a las propias lámparas, más que a los pilares que las sustentaban; y además «Ringil» pasó a ser la lámpara meridional y «Helkar» la septentrional.
En aquellas primeras versiones del legendarium los pilares sobre los que se erguían las lámparas no eran montañas, si no gigantescos pilares de hielo, que el calor de las propias lámparas iba derritiendo, lo que formaba un pequeño mar interior a los pies de cada uno. Melkor era el vala encargado de mantener los pilares en pie, y su traición consistió en dejarlos derretir, destruyendo las lámparas. Aunque Tolkien abandonó pronto la idea de los pilares de hielo, por no encajarle el carácter de un Melkor «colaborativo», ni siquiera de forma engañosa, el mar interior septentrional permaneció en la geografía de la Tierra Media, y adoptó el nombre que en aquellas versiones del legendarium tenía la lámpara que se sustentaba sobre él: «Helkar». El mar simétrico a Helkar, «mar de Ringil», debió existir bajo cualquiera de las historias anteriores, pero no es específicamente aludido por Tolkien en ningún momento. Karen W. Fonstad sí lo refleja convenientemente en su Atlas.
Posteriormente Tolkien cambió varias veces los nombres de las lámparas hasta los definitivos Illuin y Ormal de El Silmarillion, por lo que «Helcar» permaneció únicamente como nombre del mar interior, formado ahora no por hielo derretido, si no por el colapso catastrófico del pilar de Illuin.
Incluso es posible que, en ciertos momentos al final de los años 40, Tolkien barajara la idea de descartar completamente la historia de las lámparas de los Valar, por considerarla en cierto modo repetitiva con la de la destrucción de los Dos Árboles de Valinor (texto conocido como «Ainulindalë» C*, 1946-48). En este caso, Helcar jamás habría existido como tal: no sería más que una invención, o más propiamente una magnificación del mar de Rhûn, fabulada por unos jóvenes Elfos que aún no conocían bien la geografía de la Tierra Media.